# Patellapis vincta
Patellapis vincta är en biart som först beskrevs av Walker 1860.  Patellapis vincta ingår i släktet Patellapis och familjen vägbin. Inga underarter finns listade i Catalogue of Life.